# Rusayl
Rusail (en arabe الرسيل) est une petite localité située dans la gouvernorat de Mascate, au nord du Sultanat d'Oman, à 45 km au nord de la capitale Mascate.
La localité fait partie de la ville de Sib. Le petit village est situé à environ 8 km à l'ouest de l'aéroport de Mascate sur la route de Nizwa. La zone industrielle Rusayl Industrial Estate compte quelque 300 entreprises dont la société Amouage.